# Pentathlon moderno ai II Giochi olimpici giovanili estivi
Le gare di pentathlon moderno ai II Giochi olimpici giovanili estivi sono state disputate al Nanjing Olympic Sports Centre di Nanchino dal 22 al 26 agosto 2014. Rispetto ai Giochi Olimpici maggiori, non si disputano le gare di equitazione, ma solo quelle di scherma e nuoto e quella combinata di tiro a segno e corsa.

## Medagliere
| Pos.   | Paese         | Oro | Argento | Bronzo | Totale |
| ------ | ------------- | --- | ------- | ------ | ------ |
| 1      | Cina          | 1   | 0       | 0      | 1      |
| 1      | Russia        | 1   | 0       | 0      | 1      |
| 3      | Gran Bretagna | 0   | 1       | 0      | 1      |
| 3      | Ungheria      | 0   | 1       | 0      | 1      |
| 5      | Germania      | 0   | 0       | 1      | 1      |
| 5      | Lituania      | 0   | 0       | 1      | 1      |
| Totale | Totale        | 2   | 2       | 2      | 6      |

## Podi
| Specialità            | Oro                                               | Argento                                | Bronzo                                 |
| Individuale maschile  | Aleksandr Lifanov                                 | Gergely Regős                          | Dovydas Vaivada                        |
| Individuale femminile | Zhong Xiuting                                     | Francesca Summers                      | Anna Matthes                           |
| A squadre miste       | Squadra 13 Maria Migueis Teixeira Anton Kuznetsov | Squadra 9 Anna Toth Ricardo Vera Reyes | Squadra 10 Aurora Tognetti Park Gilung |